# De vuurproef (hoorspel)
De vuurproef is een tweedelig hoorspel van Rodney Wingfield. A Test to Destruction werd op 15 juli 1970 door de BBC uitgezonden. De Süddeutscher Rundfunk zond het hoorspel uit in 1971 onder de titel MPX 32 - Härtetest. Nick Funke-Bordewijk vertaalde het en de AVRO zond het uit op dinsdag 30 november en 7 december 1976, van 21:15 uur tot 21:35 uur. De regisseur was Hero Muller.

## Rolbezetting
- Hans Karsenbarg (Somersham)
- Willy Brill (Gwen, zijn vrouw)
- Huib Broos (Collins)
- Gees Linnebank (Garwood)
- Pieter Groenier (een agent & stem door de microfoon)
- Willy Ruys (portier)
- Adrienne Kleiweg-de Zwaan (Shirley)
- Tim Beekman (Price)
- Hans Veerman (Hamilton)
- Hans Hoekman (Archer)
- Frans Kokshoorn (Brown)
- Huib Orizand (Bishop)
- Robert Sobels (Maxwell)

## Inhoud
Kidnapping en geheime onderzoeksgegevens staan in het middelpunt van dit verhaal. Op een nacht verschijnen bij Mr. Somersham twee mannen, zogenaamd rechercheurs, die dan echter niet van de politie blijken te zijn. Ze hebben Somershams zevenjarige zoon ontvoerd en verlangen als "losgeld" fotokopieën van streng geheime onderzoeksdocumenten, waartoe Somersham als veiligheidsofficier toegang heeft. In het onderzoekscentrum wordt Somersham, achter zijn rug, de Gestapo-chef genoemd en de toon waarop Somersham de eis van de afpersers afwijst, maakt duidelijk dat hij elke onaangenaamheid op de koop toe neemt, als de veiligheidsvoorschriften maar strikt en tot in de kleinste details nageleefd worden. En daar hij de faam van een bekwame, niet omkoopbare, desnoods ook over lijken gaande ambtenaar geniet, zal Somersham binnenkort bevorderd worden. Doch de benarde toestand waarin hij zich bevindt, en de zenuwinstorting van zijn vrouw hebben dan toch uitwerking, zelfs bij een zo staalharde man als hij.